# IBC Leoben
Der IBC Leoben ist der älteste Floorballverein Österreichs. Der Verein wurde 1994 als Erster Innebandy- und Floorballclub gegründet. Heute hat der IBC Leoben rund 200 Mitglieder und ist Mitglied beim Dachverband ASKÖ Steiermark. Auf Initiative von Gründungsmitglied Werner Daves, der bis 2019 dem ÖFBV als Präsident vorstand, wurde Floorball in Österreich erstmals als organisierter Sport angeboten. Dies war die Voraussetzung für einen geregelten Meisterschaftsbetrieb und alle kommenden Entwicklungen im Floorballsport in Österreich. Der Verein war 1996 Gründungsmitglied des Österreichischen Floorball Verbands (ÖFBV), sowie 2000 des Steiermärkischen Floorball Bunds (StFB). Er hat die Vereinsfarben grün/weiß.

## Erfolge

### Damen-Bundesliga (Großfeld)
- Österreichischer Meister Damen Großfeld: 2004/05;
- Österreichischer Staatsmeister Damen Großfeld: 2006/07

### Herren-Bundesliga (Großfeld)
?